# Gioielli rubati
Gioielli rubati è il settimo album in studio di Alice, pubblicato nel 1985.

## Descrizione
L'album è una raccolta di cover di brani di Franco Battiato; lo stesso anno Alice verrà premiata come interprete femminile dell'anno con la Targa Tenco. L'album fu arrangiato da Roberto Cacciapaglia e missato al Power Station Studio di New York. Fu anche l'ultimo album di Alice prodotto da Angelo Carrara, che aveva curato la produzione di tutti i suoi lavori dal 1980 (Capo Nord).

## Brani
Prospettiva Nevski uscì anche su singolo ottenendo un buon piazzamento in classifica; è anche uno dei brani cui la cantante non ha mai smesso di eseguire dal vivo.
Anche Summer on a solitary beach fu utilizzata per la promozione in Italia e uscì come singolo in Germania, dove l'album riscosse un buon successo, così come in Austria e Svizzera, dove stazionò nelle zone medio-alte della classifica per diverse settimane.
Luna indiana, secondo singolo estratto per il mercato italiano, costituisce un'eccezione poiché il testo fu scritto per l'occasione da Francesco Messina (in origine era soltanto una traccia strumentale contenuta nell'album di Battiato L'era del cinghiale bianco) e può essere considerato alla stregua di un inedito.

## Tracce
Testi Franco Battiato, musiche Battiato-Pio.
1. Prospettiva Nevski (Battiato-Pio) (da Patriots, 1980) - 3:39
2. Il re del mondo (Battiato-Pio) (da L'era del cinghiale bianco, 1979) - 4:55
3. Mal d'Africa (Battiato) (da Orizzonti perduti, 1983) - 4:25
4. Segnali di vita (Battiato-Pio) (da La voce del padrone, 1981) - 4:17
5. Le aquile (Battiato-Pio, testo tratto dal volume Statue d'acqua di Fleur Jaeggy) (da Patriots, 1980) - 3:41
6. Summer on a solitary beach (Battiato-Pio) (da La voce del padrone, 1981) - 5:29
7. Gli uccelli (Battiato-Pio) (da La voce del padrone, 1981) - 3:17
8. Un'altra vita (Battiato-Pio) (da Orizzonti perduti, 1983) - 3:18
9. Luna indiana (Messina, Battiato-Pio) (da L'era del cinghiale bianco, 1979) - 3:18

## Formazione
- Alice – voce
- Aldo Banfi – tastiera, programmazione
- Michele Fedrigotti – tastiera

## Classifiche
| Classifica (1985) | Posizione massima |
| ----------------- | ----------------- |
| Austria           | 12                |
| Germania          | 42                |
| Svezia            | 15                |
| Svizzera          | 13                |